# ローレンス・ニコルソン
ローレンス・D・ニコルソン（英語: Lawrence D. Nicholson、1956年6月29日 - ）は、アメリカ合衆国の海兵隊員。海兵隊中将。2015年から2018年まで沖縄の第3海兵遠征軍司令官を務め、2012年から2015年まで第1海兵師団を指揮した。

## 海兵隊での経歴
ニコルソンは、1979年にシタデル大学の海軍予備役将校訓練課程で任官し、英語の学士号を取得した。最初の任官は、カリフォルニア州キャンプ・ペンドルトンの第1海兵師団の第3大隊の小隊長であった。1982年から1985年まで、サンディエゴ海兵隊新兵訓練所でシリーズ・コマンダーおよび中隊長を務めた。イラクでの豊富な経験を持ち、ファルージャの戦闘中に第1海兵連隊を指揮して戦傷を負い、ラマーディーでは第1海兵師団の参謀将校を務め、ファルージャでは第5海兵連隊を指揮した。
アフガニスタンでは、国際治安支援部隊の作戦副司令官を務めるとともに、ヘルマンド州の海兵空地任務部隊レザーネックと第2海兵遠征旅団を指揮した。第1海兵師団の指揮をとる前は、国防副長官の上級軍事補佐官を務めた。ニコルソンは、アメリカ陸軍指揮幕僚大学で修士号を取得している。2018年8月2日、ニコルソンは退役し、第3海兵遠征軍の指揮権を 元第1海兵師団司令官でもあるエリックM.スミス中将に引き渡した。
ニコルソンは、非営利団体（501(c)(3)団体）スピリット・オブ・アメリカの諮問委員会メンバーである。